# Notophyllum americanum
Notophyllum americanum är en ringmaskart som beskrevs av Addison Emery Verrill 1882. Notophyllum americanum ingår i släktet Notophyllum och familjen Phyllodocidae. Arten är reproducerande i Sverige. Inga underarter finns listade i Catalogue of Life.